# Юго-Восток
Ю́го-Восто́к (каз. Юго-Восток) — село у складі Осакаровського району Карагандинської області Казахстану, хоча знаходиться на території Єрейментауського району Акмолинської області. Входить до складу Жансаринського сільського округу.
Населення — 45 осіб (2021; 88 у 2009, 182 у 1999, 250 у 1989).
Національний склад станом на 1989 рік:
- казахи — 100 %.

У радянські часи село називалось також Усамбай.